# Viviana Caro Hinojosa
Elba Viviana Caro Hinojosa (La Paz, Bolivia) es una economista y docente universitaria boliviana. Fue la ministra de Planificación y Desarrollo de Bolivia desde el 22 de enero de 2010 hasta el 22 de enero de 2015, durante el segundo gobierno del presidente Evo Morales Ayma.

## Ministra de Bolivia
El 22 de enero de 2010, el presidente de Bolivia Evo Morales Ayma, la posesionó como ministra del  ministerio de Planificación y Desarrollo  del país. 
El censo nacional de población y vivienda de Bolivia, realizado el noviembre de 2012 estuvo bajo su supervisión. Viviano Caro firmó también un contrato con el Banco Interamericano de Desarrollo (BID) en noviembre de 2013 para la refacción de la Autopista La Paz-El Alto.
Viviana Caro dejó el ministerio el 23 de enero de 2015, siendo reemplazada por Rene Orellana. Ese mismo año, el 20 de abril, fue nombrada representante del Banco Interamericano de Desarrollo en la ciudad de Lima, Perú.